# Columbo: Niemand stirbt zweimal
Niemand stirbt zweimal (Originaltitel: Murder in Malibu) ist eine erstmals auf ABC gesendete Episode der Kriminalfilm-Reihe Columbo aus dem Jahr 1990. Die deutschsprachige Erstausstrahlung der sechsten Folge der neunten Staffel folgte 1991 auf RTL plus. Der US-amerikanische Schauspieler Andrew Stevens verkörpert als Frauenheld Wayne Jennings den Gegenspieler von Inspektor Columbo, dargestellt von Peter Falk.

## Handlung
Wayne Jennings ist ein Tennisspieler und aufstrebender Schauspieler mit einer Vorliebe für wagemutige Hobbys, schnelle Autos und Frauen. Trotz seiner Eskapaden hält er die Fassade einer ernsthaften Liebesbeziehung mit der Bestsellerautorin Theresa Goren aufrecht, die seinen kostspieligen Lebenswandel finanziert. Während eines live ausgestrahlten Fernsehinterviews verkündet sie, dem Drängen ihres Geliebten nachzugeben und seinen Heiratsantrag anzunehmen. Entsetzt nimmt Gorens ältere Schwester und Literaturagentin Jess McCurdy, die von Jennings’ Seitensprüngen weiß, die Ankündigung zur Kenntnis. Obwohl er vorgibt, an einem Tennisturnier teilzunehmen, vergnügt sich Jennings derweil mit der Ehefrau eines Filmproduzenten. In der Nacht erhält er einen Anruf, in dem eine Frau mit Gorens Stimme wütend mitteilt, die Verlobung umgehend lösen zu wollen. Tief gekränkt macht sich Jennings mit seinem Wagen auf den Weg zu ihrer Villa am Meer. Um 06:25 Uhr morgens hinterlässt er eine Nachricht unter Angabe eines falschen Standortes auf dem Anrufbeantworter seiner Versicherungsvertreterin. Doch zu diesem Zeitpunkt hält sich Jennings bereits in Gorens Haus auf und erschießt sie. Anschließend fährt er mit seinem Wagen davon und telefoniert um 07:15 Uhr mit Gorens Sekretärin, um ihr zwecks Absicherung seines Alibis die vorzeitige Rückkehr von seinen sportlichen Verpflichtungen mitzuteilen.
Als Jennings mit einem Kofferraum voller Blumen erneut am Tatort eintrifft, sind die Untersuchungen der Polizei bereits im Gang. Da Goren vor dem geöffneten Safe aufgefunden wurde und kostbarer Schmuck sowie andere Wertgegenstände fehlen, gehen die Kollegen Inspektor Columbos zunächst von einem Raubüberfall aus. Bald kommt auch McCurdy hinzu, die ihre Verachtung gegenüber dem Betroffenheit vorspielenden Frauenheld nicht verbergen kann. Bei der darauf folgenden Befragung der Nachbarschaft stellt sich heraus, dass Arbeiter eines Kabelfernsehbetreibers am Morgen mit der Reparatur von Leitungen beschäftigt waren. Diese berichten von einem Vogelbeobachter, der sich tags zuvor in der Gegend aufgehalten habe. Der Naturliebhaber entpuppt sich als Privatdetektiv, den McCurdy beauftragt hat, um den untreuen Jennings zu beschatten. Nach seiner Aussage habe ein auffälliger Sportwagen zur Tatzeit gegen 07:00 Uhr unweit vom Haus der Ermordeten geparkt. Zudem bestätigt McCurdy den nächtlichen Anruf ihrer Schwester, da sie zu diesem Zeitpunkt angeblich bei ihr war. In Bedrängnis gibt Jennings zu, seine Verlobte mit ihrer eigenen Waffe erschossen zu haben. Noch vor der Festnahme widerlegt der eintreffende Autopsiebericht jedoch alle bisherigen Schlussfolgerungen. Gemäß Obduktion wurde Goren schon etwa eine halbe Stunde vor Jennings’ Verzweiflungstat durch einen Schuss in den Kopf umgebracht, der aus einem Revolver anderen Kalibers stammt.
Columbo muss den Fall neu aufrollen. Nachdem er sich von Krähen belästigt von einer Hubarbeitsbühne der Kabelgesellschaft einen Blick auf die umliegenden Häuser verschafft hat, gelangt er zu der Überzeugung, dass sich der Mörder dem Tatort nicht unbemerkt mit einem Fahrzeug hätte nähern können. Unerwartet rückt McCurdy in den Fokus der Ermittlungen. Sie bewohnt ein Strandhaus in Fußnähe und hätte neben Jennings aufgrund einer zu ihren Gunsten abgeschlossenen hohen Lebensversicherung ebenfalls ein Motiv. Der Inspektor sucht die Verdächtige auf und berichtet, Goren habe nachweislich keinen Anruf in der Nacht getätigt. Daraufhin räumt McCurdy ein, den verhassten zukünftigen Schwager selbst im Bestreben angerufen zu haben, die verwerfliche Beziehung anstelle ihrer Schwester zu beenden. Unterdessen wird die Tatwaffe am Strand entdeckt, wodurch sich der Verdacht erhärtet. Jennings erfährt von McCurdys Intrige und macht ihr schwere Vorwürfe. Nach einer heftigen Auseinandersetzung liegen sich beide unvermittelt küssend in den Armen. Später überrascht Columbo das Liebespaar in einem Geschäft für Damenbekleidung. Er erklärt, genügend Indizien zusammengetragen zu haben, um Jennings zu verhaften. So handele es sich bei dem Hintergrundgeräusch auf dem sichergestellten Band des Anrufbeantworters nicht um Autobahnverkehr, sondern um Krähenschwärme. Demnach habe Jennings ursprünglich geplant, wieder rechtzeitig zu seinem Turnier zurückzufahren, konnte das Haus des Opfers aber nicht unerkannt verlassen. Daher schoss er mit einer anderen Waffe ein zweites Mal auf die Leiche, weil er dieses Verhalten ungestraft eingestehen konnte. Darüber hinaus wurde Goren offenbar im Schlaf getötet und danach neu eingekleidet, um den Eindruck zu erwecken, sie stünde kurz vor einer geschäftlichen Reise zu einer weiteren Signierstunde. Bei diesem Vorgang unterlief dem Täter allerdings ein folgenschwerer Fehler, den eine Frau niemals begehen würde: Der Damenslip wurde falsch herum angezogen, wie das auf dem Polizeifoto sichtbare Etikett beweise.

## Hintergrund
Aufgrund positiver Reaktionen zur zweiten Episode der Staffel Wer zuletzt lacht …, die dem Zeitgeist der späten 1980er-Jahre entsprach, entschloss sich Peter Falk, ein weiteres Drehbuch mit einem gewagteren Thema zu verfilmen. Der Autor Jackson Gillis hatte das Skript zwei Jahre zuvor unter der Bezeichnung The Juggler („Der Jongleur“) verfasst. Der Arbeitstitel entstand in Anlehnung an die Geistesgegenwart des Mörders Wayne Jennings, seinen ursprünglichen Plan kurzfristig zu ändern, weil er den Tatort wegen der Anwesenheit von Zeugen zunächst nicht verlassen kann.
Als Regisseur wurde der zum Zeitpunkt der Dreharbeiten 68-jährige Walter Grauman vom Produzenten Jon Epstein verpflichtet. Grauman hatte zwar bereits für zahlreiche US-amerikanische Fernsehserien gearbeitet, blieb aber in Bezug auf die Art der Inszenierung in den 1970er-Jahren verwurzelt. Vom Hauptdarsteller fühlte er sich zeitweise bevormundet. Zur schwierigen Zusammenarbeit mit Falk äußerte er sich wie folgt: “I had my own concept of how and what to shoot. And all of a sudden I found that Peter had his own concept, and it was nothing like my concept. So there would be constant — not arguing — but I would say, ‘But, Peter, I wanted you to do so and so’, and he said, ‘No, I want to do this’. ‘So would you explain to me why?’ And then he’d sort of explain it, and then there’s not much I could do about it because it was his show.” (deutsch: „Ich hatte meine eigene Vorstellung davon, wie und was ich filmen sollte. Und plötzlich stellte ich fest, dass Peter [Falk] sein eigenes Konzept hatte, und es passte nicht zu meinem Konzept. Es gab deshalb — nicht Streitigkeiten — aber ich sagte: „Aber Peter, ich wollte, dass Du dies und jenes tust“, und er sagte: „Nein, ich möchte etwas anderes tun.“ „Würdest Du mir also erklären, warum?“ Und dann würde er es irgendwie begründen, und ich konnte nicht viel dagegen tun, weil es seine Sendung war.“)

## Besetzung und Synchronisation
Die deutschsprachige Synchronfassung entstand bei der Alster Studios Synchron nach einem Dialogbuch von Susanne Sternberg.
| Figur              | Darsteller            | Deutscher Sprecher    |
| ------------------ | --------------------- | --------------------- |
| Lieutenant Columbo | Peter Falk            | Klaus Schwarzkopf     |
| Gaststars          |                       |                       |
| Wayne Jennings     | Andrew Stevens        | Andreas von der Meden |
| Jess McCurdy       | Brenda Vaccaro        | Beate Hasenau         |
| Lieutenant Schultz | Floyd Levine          | Hans Sievers          |
| Helen Ashcroft     | Laurie Walters        | Micaëla Kreißler      |
| Mrs. Rocca         | Sondra Currie         |                       |
| Theresa Goren      | Janet Margolin        | Gabriele Libbach      |
| Weitere Darsteller |                       |                       |
| Fernsehmoderator   | Tom Dreesen           | Gerhart Hinze         |
| Lastwagenfahrer    | Charles Walker        | Douglas Welbat        |
| Gerichtsmediziner  | Ben Slack             | Harald Halgardt       |
| Rosa               | Yolanda Lloyd Delgado |                       |
| McGee              | Efrain Figueroa       | Lutz Schnell          |
| Mavis Thompson     | Mary Margaret Lewis   |                       |
| Shorts             | Robin Gordon          |                       |
| Vater              | Bill Zuckert          | Jochen Sehrndt        |
| Nachbarin          | Judy Jean Berns       |                       |
| Sekretärin         | Concetta D’Agnese     | Isabella Grothe       |
| Charlie Fisher     | Peter Jolly           | Klaus Nietz           |

## Rezeption
Die Fernsehzeitschrift TV Spielfilm vergab eine positive Wertung (Daumen hoch): „Nur der Trenchcoat gibt auf: Columbo nie! […] Diesmal gibt es viel aus des Detektivs Privatschatulle: Columbo erzählt diverse Anekdoten über seine Familie und Verwandtschaft.“
Der Autor Michael Striss wertete mit einem von vier Sternen (mangelhaft). Er kritisierte den erneuten Versuch, das bewährte Serienkonzept mit Whodunit-Elementen anzureichern: „Wie schon in seiner verunglückten Story »Der alte Mann und der Tod« verändert Jackson Gillis auch hier wieder die Formel und will das Publikum im Ungewissen lassen. Das Ergebnis ist eine recht verworrene und vor allem unglaubwürdige Story. Warum wird Jennings nicht wenigstens wegen versuchten Mordes angeklagt? Er kann sich aufführen, als sei er die Unschuld selbst. Auch das Ausmaß seiner sexuellen Aktivitäten erscheint recht übertrieben. Andrew Stevens, der nicht die schauspielerischen Qualitäten seiner ungleich begabteren Mutter Stella Stevens besitzt, wurde später erfolgreich als Produzent. Eine wuchtige Präsenz hingegen verleiht die 1975 Oscar-nominierte Brenda Vaccaro ihrer Rolle der Jess McCurdy.“
Der Autor David Koenig sah ebenfalls Schwächen im Skript, die zu unfreiwilliger Komik führten: „Leider enthielt das Drehbuch eine Reihe absurder Situationen. Jennings ist so unwiderstehlich, dass jede einzelne der elf Frauen, mit denen er interagiert, bei seiner Anwesenheit schwache Knie bekommt. Dazu gehört auch die Schwester des Opfers, gespielt von Falks Filmpartnerin Brenda Vaccaro aus Cookie, die ihm bis zu diesem Zeitpunkt nur Verachtung entgegengebracht hatte. Kurz nachdem sie herausgefunden hat, dass Jennings ihre Schwester erschossen hat, gerät sie plötzlich ins Schwärmen und fällt in seine Arme. […] Diesmal verschlimmerten Falks Improvisationen die vertrackte Situation. Gillis’ schwacher Schlussknaller sah eine Erklärung Columbos vor, dass das weibliche Opfer von einem Mann angekleidet worden sein musste, weil ihre Unterwäsche verkehrt herum angezogen war. Falk war dermaßen entschlossen, das starke Indiz vorzeitig in die Geschichte einzuführen, dass er auf zwei frühen Einstellungen bestand – eine neben der Wäschekommode des Opfers und eine andere bei der Durchsicht der Asservate –, in denen Columbo übermäßig viel Zeit damit verbringt, den Damenslip zu untersuchen. […] Schlimmer noch: In der letzten Szene in einem Bekleidungsgeschäft bittet der Sergeant Columbo, die Bedeutung der umgedrehten Kleidungsstücke darzulegen. Laut Drehbuch sollten sie sich einer spärlich bekleideten Schaufensterpuppe zuwenden, und Columbo würde kurz darauf hinweisen, warum das Etikett auf der gegenüberliegenden Seite hätte sein sollen. Während der Vorführung wurde ihm plötzlich klar, dass alle anderen Kunden ihn beobachteten. […] Während die Kameras weiterliefen, lieferte Falk die Erläuterung mit seinen eigenen Worten ab, wobei er sie so in die Länge zog, dass er das Wort „Höschen“ innerhalb von 45 Sekunden sechsmal wiederholte. In Kombination mit seiner eher ruckartigen als entsetzten Bewegung [der Hand] wirkte Columbo geradezu wie ein Perverser.“